# カマラサウルス
カマラサウルス(Camarasaurus)は、ジュラ紀後期（約1億5,500万-1億4,500万年前）に北アメリカ大陸で最も栄えていた草食の竜脚類恐竜の一種。
学名は「空洞を持つトカゲ」の意。

## 解剖学的特徴

3種の人間との大きさ比較

全長9 - 18メートル、推定体重20トンに達するが、同時期の竜脚類としてはそれほど大きくはなく、それが大きく繁栄した理由と考えられる。
頭骨は非常に特徴的で頭部は比較的大きく、著しい正方形であり、平坦な鼻先には多くの穴があった。かなり丈夫であり、しばしば状態のよい化石が発見される。 目の正面に配置された巨大な鼻孔はおそらく大きな浸潤性の膜を持ち、ジュラ紀の高温の気候で脳を冷やす働きをしていたのだろうと考えられている。
口には長さ19センチメートルのヘラ状の丈夫な歯が顎に沿って均等に配置されていた。 歯の強さは、カマラサウルスが細くもろい歯をしたディプロドクスより粗い植物を食べたことを示す。 鶏のように、胃での物理的な食物消化を助けるための石（胃石）を飲み込んでおり、その石が滑らかになって役に立たなくなると吐き出すか排泄していたようである。この説を支持するように、カマラサウルスの発見されるモリソン累層ではしばしば表面が非常に滑らかな石の山が孤立して多数発見されている。

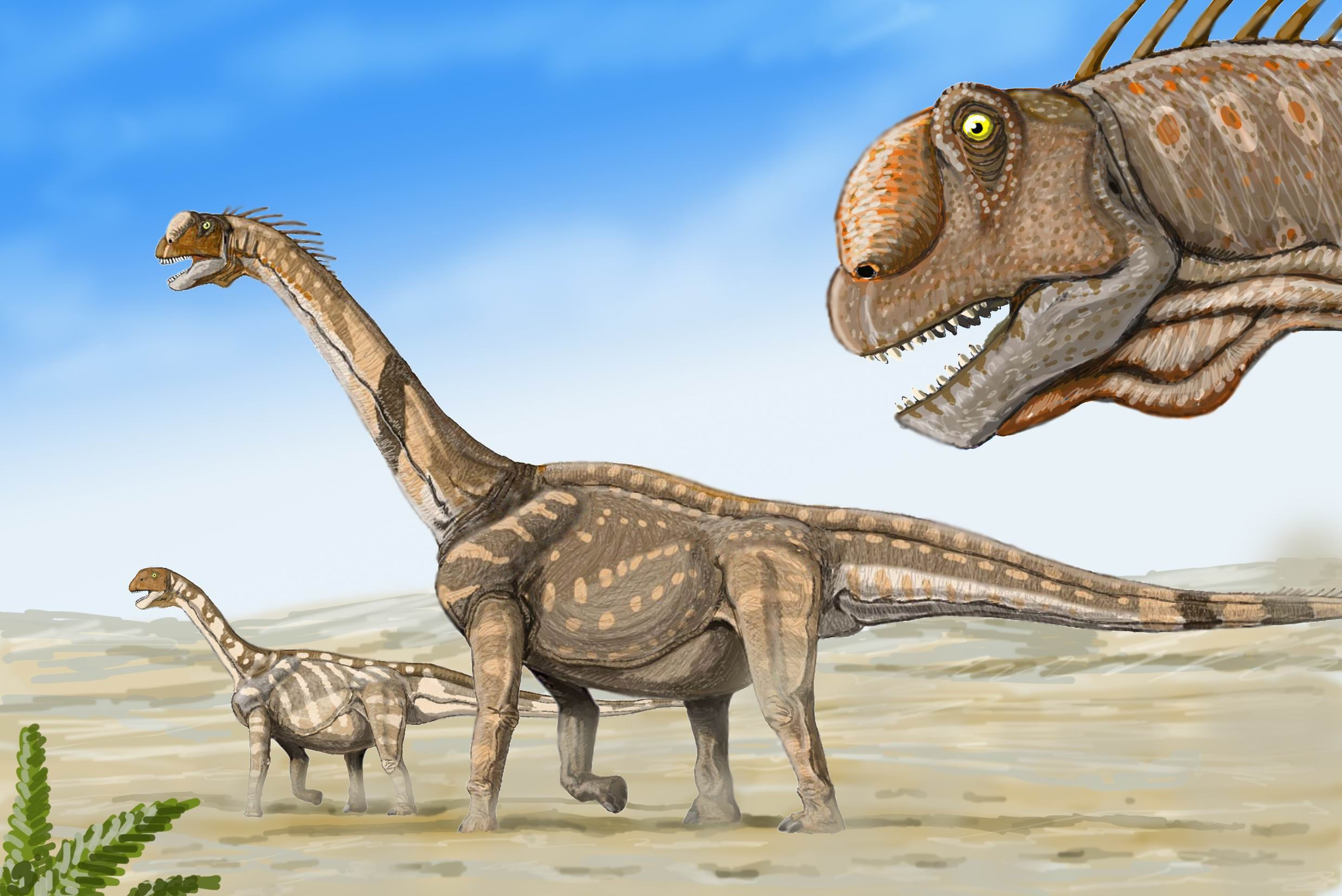
C.supremusの想像図

それぞれの巨大な足には5本の指があり、内側の指には防御のための大きく鋭い鉤爪を持っていた。 ほとんどの竜脚類と同様に前肢は後肢より短かったが、肩の高さはほぼ水平でやや後部に傾斜していた。いくつかの竜脚類には強力な筋肉の付着部となる比較的長い棘突起が各脊椎骨にあるが、カマラサウルスにはこれがなく、後肢のみで立ち上がることは不可能だったようである。脊椎骨は、後に登場した多くの竜脚類でも見られた軽量化装置としての空胞が多くあるなど特化しており、ここから「空洞を持つトカゲ」という学名がつけられている。 現生のゾウのように体の重い生物に特有の、かかとの付け根にあるくさび状の海綿状組織を持っていた。 このサイズの竜脚類としては首とそれにつりあう尾は比較的短かった。
他の竜脚類のように骨盤の近くで脊椎が肥大化していた。そのためかつては古生物学者により巨大な体を制御するために必要な2番目の脳であると信じられていた。 現代の見解では、脳ではなく、大きい神経の活動領域であったとされている。 この肥大化した神経は、この恐竜の箱のような頭蓋骨内に存在する、著しく小さな脳より大きい。

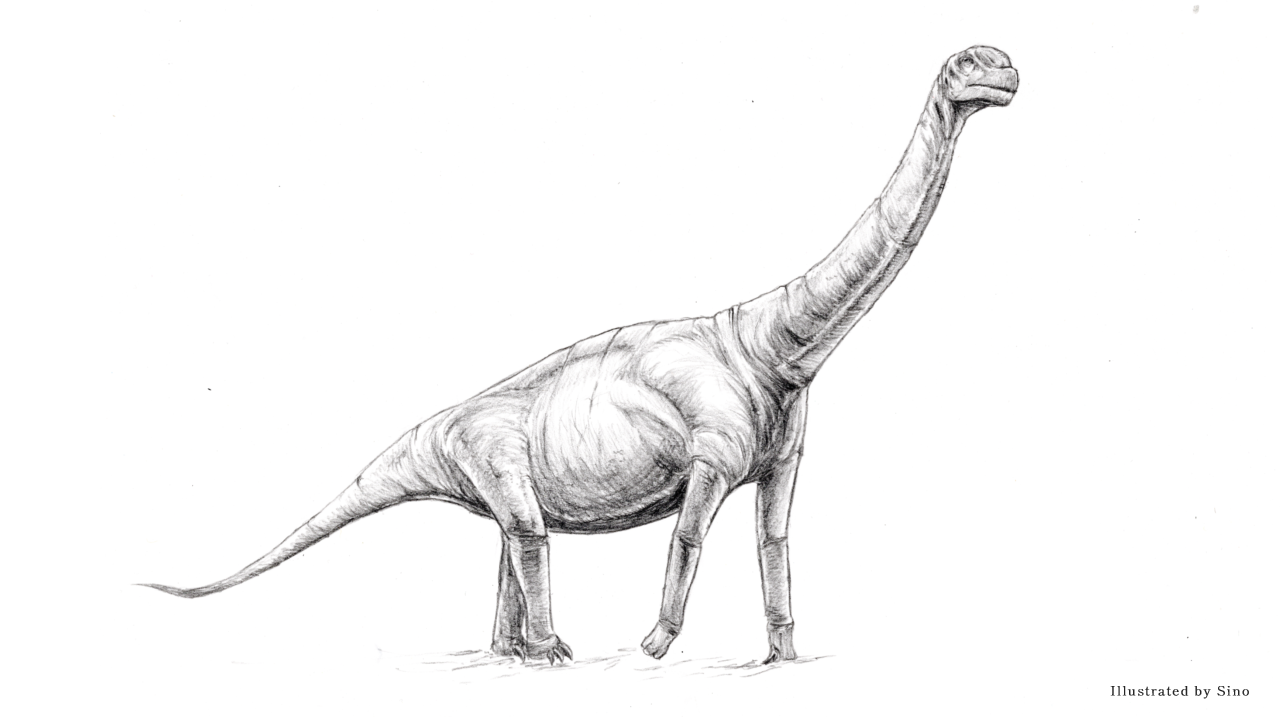
Camarasaurus supremusの復元図

## 行動

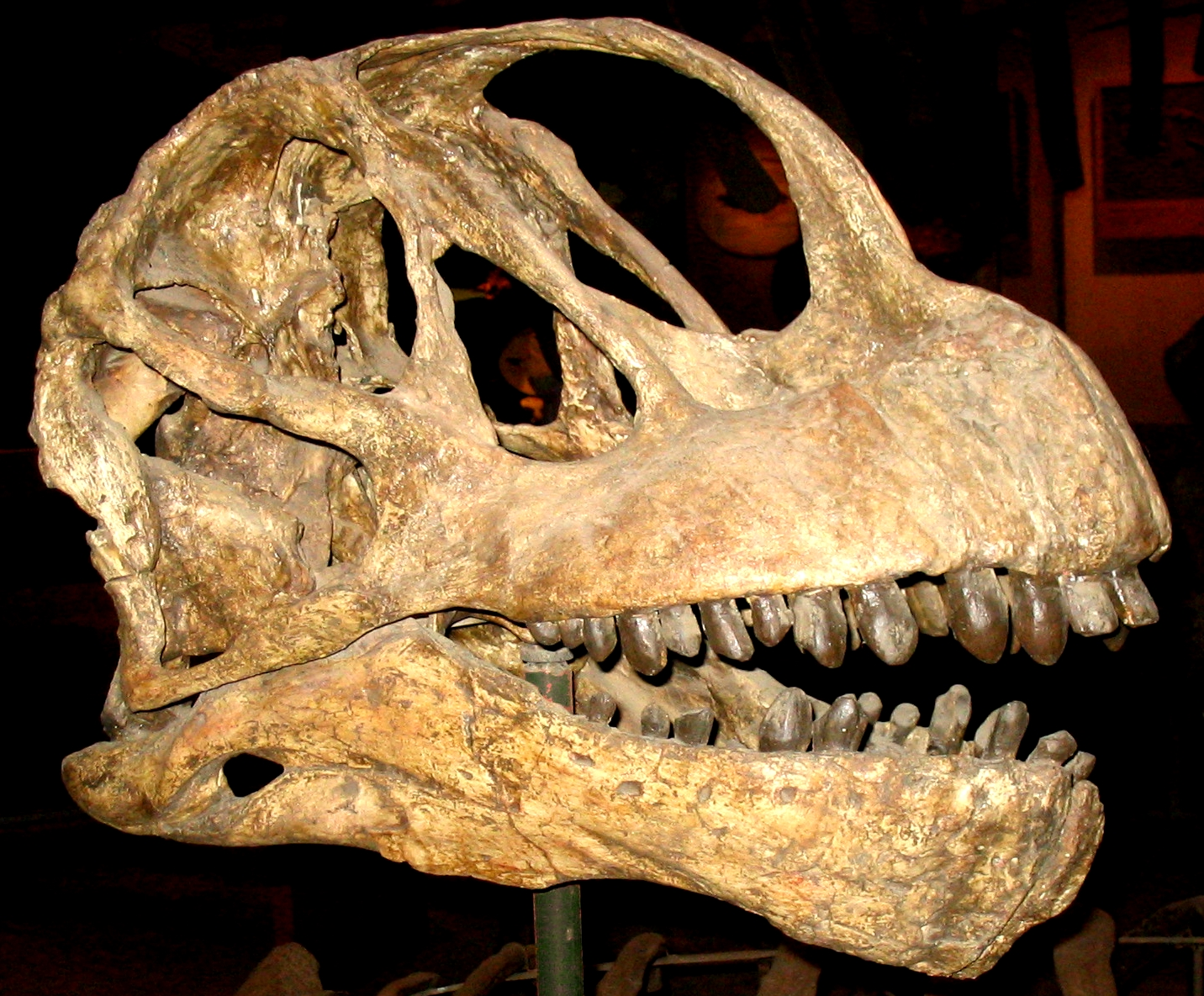
C.lentusの頭骨。ワシントンスミソニアン自然史博物館の所蔵物。

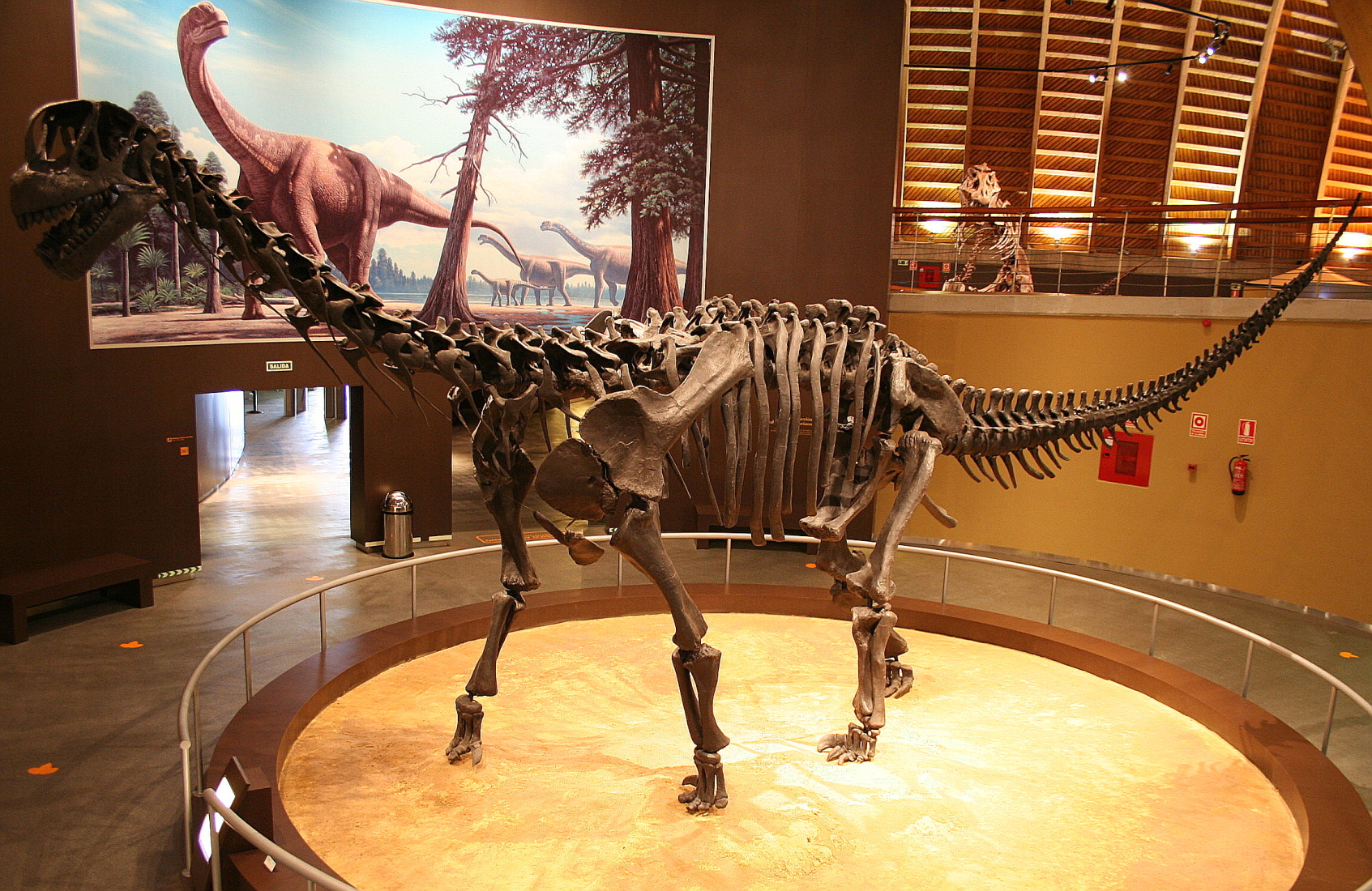
全身骨格

大人と若い個体が一緒に死んでいる化石が発見されており、群れで移動していたことが示唆される。
また他の恐竜のような巣に並んだ形ではなく列になった卵の発見記録がある。カマラサウルスは子育てをしなかったと考えられている。
寿命については、100年まで生きた可能性を指摘する古生物学者もいる。

## 発見
最初の発見記録は1877年でOramel W. Lucasにより数個のばらばらの脊椎骨がコロラド州で発見された。 古生物学者エドワード・ドリンカー・コープはオスニエル・チャールズ・マーシュとの長い辛辣な競争（化石戦争として知られる）の最中にこの断片的な化石を購入し、同年命名記載をおこなった。
1925年、初めて完全な骨格がチャールズ・W・ギルモアに復元された。しかしこの骨格は若い個体のものであり、そのため今日知られている物よりはるかに小さな恐竜として描かれた。

カマラサウルス化石の分布範囲

ロッキー山脈の東側面に沿ったモリソン累層ではジュラ紀後期の岩石が豊富に出土する。
ここでは非常に多くの恐竜種が発見される。その中にはカマラサウルスに近縁のディプロドクス、アパトサウルス、およびブラキオサウルスも含まれる。 しかし、すべての恐竜の中でカマラサウルスが最も多く、コロラド州、ニューメキシコ州、ユタ州、およびワイオミング州で完全な骨格が発見されている。

## 分類

### 種
コープの発見したオリジナルの種がC.supremus（種小名の意味は「もっとも大きな」）である。このほか同じ1877年に C. grandis、 1889年にC. lentus,、and 1988年にC. lewisi（もともとはカテトサウルスCathetosaurus）が発見されている。

### 分類上の位置
リンネ式の分類は上記の分類表を参照分岐分類学的には下記のように分類される。
- 竜脚形類(Sauropodomorpha)
  - 竜脚類(Sauropoda)
    - 新竜脚類(Neosauropoda)
      - ディプロドクス様類(Diplodocimorpha)
        - ディプロドクス
        - アパトサウルス

      - ティタノサウルス形類(Titanosauriformes)
        - カマラサウルス類(Camarasauridae)
          - カマラサウルス

        - ティタノサウロイド類(Titanosauroidae)
          - ティタノサウルス類(Titanosauridae)
          - ブラキオサウルス類(Brachiosauridae)
            - ブラキオサウルス

カマラサウルス科にはカマラサウルスとスペインのアラゴサウルス(Aragosaurus)が含まれる。かつてはエウヘロプス(Euhelopus)など四角い頭骨と短い首をもついくつかの竜脚類がここに分類されたが今日では他に分類されている。

## その他
アパトサウルス（化石の発見／命名の経緯からブロントサウルスの名でも知られる）は当初は頭骨が発見されていなかったため、カマラサウルスの頭骨を参考した復元がなされていた。現在では完全な化石の発見によりアパトサウルスはディプロドクスに似た頭骨を持つ姿で復元されている。
日本でも発売された恐竜がモチーフのロボット「プレオ」（PLEO）は、このカマラサウルスの生後一週間ほどの仔体、という設定である。